# Chi Ruồi hạc
Tipula là một chi côn trùng trong họ Tipulidae. Chi này có hơn 1000 loài và hơn 56 loài phân bố ở Hà Lan.
Tất cả các loài có chân dài và mảnh.